# Molorchus liui
Molorchus liui är en skalbaggsart som beskrevs av J. Linsley Gressitt 1948. Molorchus liui ingår i släktet Molorchus och familjen långhorningar. Inga underarter finns listade i Catalogue of Life.